# عزرا هیوود
عزرا هیوود (‎/ˈheɪˌwʊd/‎؛ زاده ۲۹ سپتامبر ۱۸۲۹ –درگذشته ۲۲ مه ۱۸۹۳)
آنارشیست فردگرای آمریکایی ،مخالف برده‌داری و طرفدار حقوق برابر برای زنان بود.

## فلسفه
هیوود آنچه را که به اعتقاد او تمرکز بی‌تناسب سرمایه در دست چند نفر بود به عنوان یک نتیجه انتخابی امتیازات داده شده توسط دولت به افراد و سازمان های خاص می‌دانست.
او معتقد بود که اجاره ساختمان‌ها نباید سودی داشته باشد. با اجاره مخالفت نمی کرد، اما معتقد بود که اگر هزینه ساختمان برای اجاره آن به طور کامل پرداخت شود، غیرممکن است که هزینه های بیشتری از آنچه لازم است، برای هزینه های واگذاری،بیمه،تعمیر خرابی در مدتی که دست مستاجر است پرداخت شود.او حتی ادعا کرد در صورتی که مستاجر محل سکونت خود را در شرایطی نگه دارد که مانع از خراب شدن آن شود، ممکن است مالک ساختمان به او مزدی هم بدهد ،چون در صورت خالی بودن ساختمان خراب می‌شد. به باور هیوود مالکیت زمین‌های بلااستفاده، شرارت بزرگی است.

## کنشگری
فلسفه هیوود در پیشبرد اندیشه‌های آنارشیست فردگرایانه، از طریق انتشار گسترده آثارش و چاپ مجدد آثار جوشیا وارن، نویسنده تمدن درست (۱۸۶۹) و ویلیام بلر گرین، بسیار مؤثر بود. در سال ۱۸۷۲، در مجمع اتحادیه اصلاحات کارگری نیو انگلند در بوستون، هیوود گرین و وارن را به بنجامین تاکر ناشر «لیبرتی» معرفی کرد.
در ماه مه ۱۸۷۲ هیوود، در حمایت از حق رأی زنان و حق آزادیِ بیانِ کنشگرِ عشق آزاد ویکتوریا وودهال،انتشار مجلهٔ آنارشیست فردی «دِ ورد» را از خانه‌اش در پرینستون ماساچوست شروع کرد.